# Céor
Le Céor est une rivière du sud de la France, affluent du Viaur et sous-affluent de la Garonne par l'Aveyron et le Tarn.

## Géographie

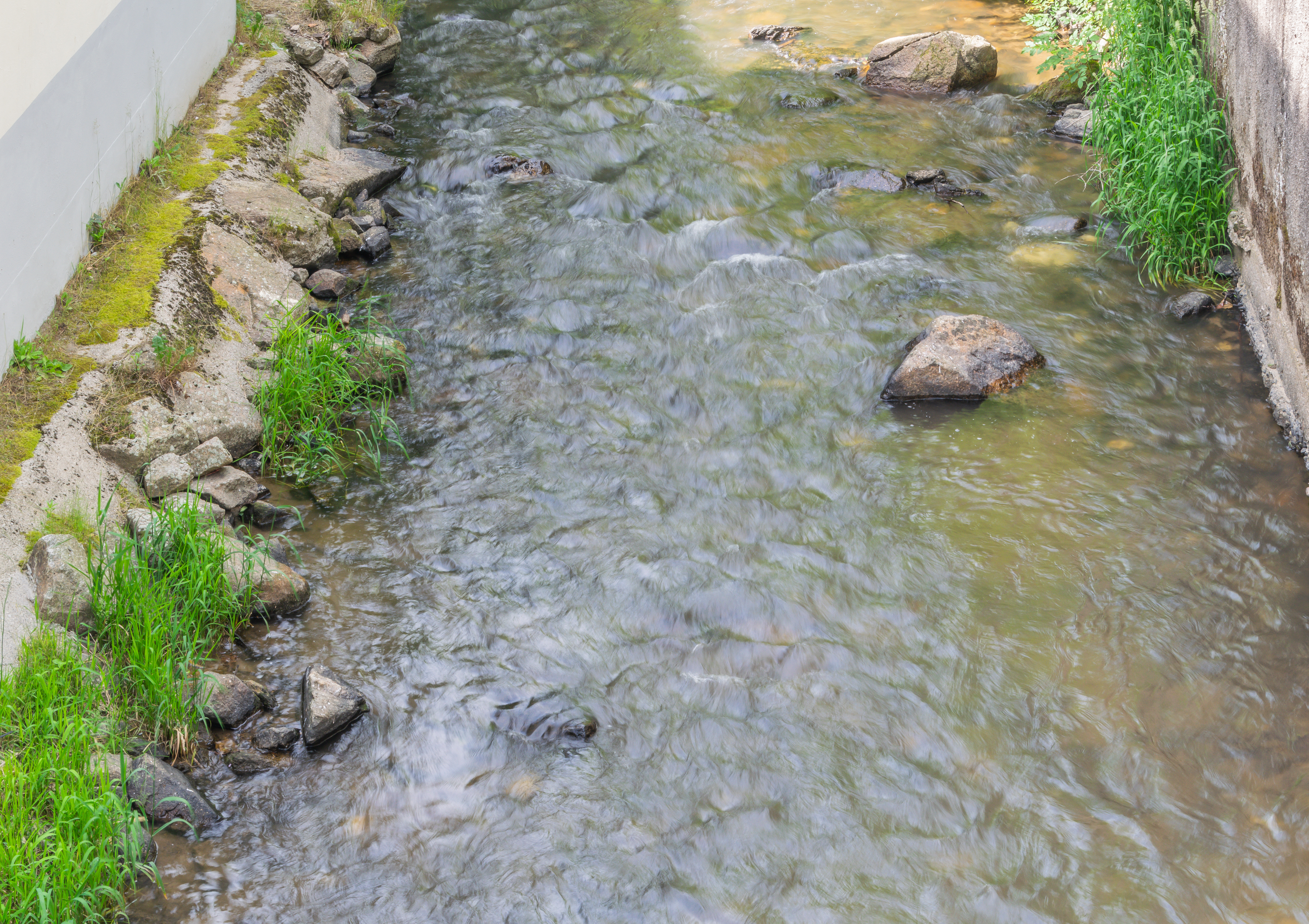
Le Céor à Cassagnes-Begonhès.

Le Céor prend sa source au sud du Massif central vers 920 mètres d'altitude dans le centre du département de l'Aveyron, sur le plateau du Lévézou, au lieu-dit les Plaines, sur la commune de Salles-Curan, à quatre kilomètres au sud-est du bourg d'Arvieu.
Il prend d'abord la direction du nord sur plus de cinq kilomètres puis s'écoule ensuite globalement vers l'ouest-sud-ouest.
Il traverse le bourg d'Arvieu, passant sous la route départementale (RD) 56 et recevant sur sa gauche un premier affluent, le Merlanson. En trois kilomètres, il est grossi successivement par les ruisseaux de Clauzelles à droite, de Roustens et de Lagast à gauche puis d'Ayssenettes à droite. Il est franchi par la RD 25 puis traverse le bourg de Salmiech.
Il passe sous la RD 902 puis baigne le bourg de Cassagnes-Bégonhès, recevant l'Hunargues sur sa gauche. Il est grossi à gauche par le Glandou puis à droite par le ruisseau de Prat Pendent et s'engage, en formant de nombreux méandres dans des gorges resserrées, de plus en plus profondes. Dans celles-ci, il reçoit successivement les ruisseaux de la Fourque et de Rouffenac à gauche, l'Hume à droite, les ravins du Rieu puis de la Fage à gauche. Il passe sous les RD 592 puis 10 et reçoit successivement en un kilomètre et demi le ruisseau de Gintou, le Giffou puis le Rieussec, tous trois à gauche.
Il conflue avec le Viaur en rive gauche entre les lieux-dits la Florentie et la Fabrie, à 306 mètres d'altitude, sur la commune de Saint-Just-sur-Viaur.
Pour le SANDRE, la longueur du Céor est de 55,8 km.

### Département et communes traversés
Dans le seul département de l'Aveyron, le Céor arrose huit communes, soit d'amont vers l'aval : Salles-Curan (source), Arvieu, Salmiech, Cassagnes-Bégonhès, Centrès, Rullac-Saint-Cirq, Meljac et Saint-Just-sur-Viaur (confluence avec le Viaur).

### Bassin versant
Son bassin versant s'étend sur 362 km2.
Outre les huit communes baignées par le Céor, son bassin versant en concerne également douze autres :
- Alrance, bordée au nord-ouest par le ruisseau du Lagast[3] et où le ruisseau de Roustens prend sa source[4] ;
- Auriac-Lagast, arrosée par le ruisseau du Lagast[3], le Glandou[5] et l'Hunargues[6] qui tous trois y prennent leur source, et bordée au sud par le Fouquet (nom du Cône dans sa partie amont)[7] et brièvement au nord-est par le ruisseau de Roustens[4] ;
- Comps-la-Grand-Ville, bordée à l'est par le ruisseau de la Burguière (nom du ruisseau d'Ayssenettes dans sa partie amont)[8] ;
- Connac, bordée au nord par le ruisseau du Fraysse, un affluent du Giffou[9] ;
- Durenque, arrosée par le Fouquet[7] et par la Durenque qui y prend sa source[10], et bordée au sud par le Giffou[11] et brièvement au nord par le Glandou[5] ;
- Lédergues, bordée au nord par le Giffou[11] ;
- Lestrade-et-Thouels, où le Giffou prend sa source[11] ;
- Réquista, arrosée par le Giffou[11] et bordée au nord-ouest par la Durenque[10] ;
- Saint-Jean-Delnous, bordée au nord-est par le Giffou[11] ;
- La Selve, arrosée par le Cône[7], le Glandou[5], et par le ruisseau de la Fourque qui y prend sa source[12], et bordée au sud par la Durenque[10], au sud-ouest par le Giffou[11] et brièvement au nord-est par l'Hunargues[6] ;
- Trémouilles, où le ruisseau de la Burguière (nom du ruisseau d'Ayssenettes dans sa partie amont)[8] et le ruisseau de la Réale (nom du ruisseau de Clauzelles dans sa partie amont)[13]  prennent leur source ;
- Villefranche-de-Panat, bordée à l'ouest par le Giffou[11] ;

### Organisme gestionnaire
L'organisme qui gère le Céor et son bassin versant est le Syndicat mixte du bassin versant du Viaur (SMBVV).

## Affluents
Selon le SANDRE, le Céor a 24 affluents répertoriés. Dix d'entre eux mesurent plus de cinq kilomètres, soit d'amont vers l'aval :
- le ruisseau de Clauzelles, 7,9 km[13] ;
- le ruisseau de Roustens, 6,6 km[4] ;
- le ruisseau du Lagast, 8,4 km[3] ;
- le ruisseau d'Ayssenettes, 7,1 km[8] ;
- l'Hunargues, 8 km[6] ;
- le Glandou, 12,2 km[5] ;
- le ruisseau de la Fourque, 6,2 km[12] ;
- l'Hume, 8,3 km[15] ;
- le ruisseau de Gintou, 5,7 km[16] ;
- le Giffou, son principal affluent 46,2 km[11] dont le bassin versant occupe à lui seul environ la moitié de celui du Céor. Il a deux affluents importants : le Cône — ou Fouquet dans sa partie amont — long de 22 km[7] et la Durenque 17,4 km[10].

Le plus important, le Giffou en rive gauche a de nombreux affluents dont le Cône. Ce dernier a lui-même un affluent le ruisseau de Connillou qui en a lui-même un, le ruisseau de la Montarie, qui a un affluent sans nom.
De ce fait, le Céor a un nombre de Strahler de six.

## Hydrologie
Compte tenu de l'emplacement de la station hydrologique située sur le Céor, positionnée en amont de sa confluence avec trois de ses affluents et notamment le Giffou, son principal affluent, l'hydrologie étudiée ci-dessous est effectuée en trois étapes : le Céor, le Giffou et une station virtuelle regroupant les éléments des deux cours d'eau.

### Le Céor à Saint-Just-sur-Viaur
Le débit du Céor a été observé depuis fin 2012 (fiche station O5424030) à la station hydrologique de Saint-Just-sur-Viaur, au lieu-dit Castelpers, au pont de la RD 10, en tenant compte des données enregistrées précédemment aux stations de Centrès situées quelques kilomètres en amont : Vialardel (O5424020) entre 1922 et 1945 et Lestrebaldie (O5424010) de 1968 à 2013. Les données ainsi regroupées correspondent à une période de 98 ans.
À Castelpers, le bassin versant présente une superficie de 163 km2, soit 45 % de l'ensemble de son bassin versant, et avant d'avoir reçu l'apport en eau du ruisseau de Gintou et du Rieussec mais surtout du Giffou, son principal affluent.
À Castelpers, le module est de 2,11 m3/s.
Le Céor présente des fluctuations saisonnières de débit, avec une période de hautes eaux caractérisée par un débit mensuel moyen évoluant dans une fourchette de 2,53 à 4,21 m3/s, de décembre à mai inclus (avec un maximum en février). La période des basses eaux a lieu de juillet à octobre, avec une baisse du débit moyen mensuel allant jusqu'à 0,521 m3/s au mois d'août. Cependant ces chiffres ne sont que des moyennes et les fluctuations de débit peuvent être plus importantes selon les années et sur des périodes plus courtes.

#### Étiage ou basses eaux
À l'étiage, le VCN3 peut chuter jusque 0,100 m3/s, soit 100 litres par seconde, en cas de période quinquennale sèche .

#### Crues
Quant aux crues, les QIX 2 et QIX 5 valent respectivement 30 et 47 m3/s. Le QIX 10 est de 58 m3/s, le QIX 20 de 69 m3, tandis que le QIX 50 se monte à 83 m3/s.
Le débit instantané maximal enregistré durant cette période a été de 86,8 m3/s le 14 décembre 1981, correspondant à une hauteur de 3,06 mètres à la station de Lestrebaldie. La valeur journalière maximale du débit a atteint 47,4 m3/s le même jour.

#### Lame d'eau et débit spécifique
Au total, le Céor est un cours d'eau abondant. La lame d'eau écoulée dans la partie haute de son bassin versant (à peine la moitié de son bassin versant total) est de 410 millimètres annuellement, ce qui est largement supérieur à la moyenne de la France entière tous bassins confondus (320 millimètres/an). Le débit spécifique de la rivière (ou Qsp) y atteint ainsi le chiffre de 12,9 litres par seconde et par kilomètre carré de bassin.

### Le Giffou à la Fabrèguerie
Le débit du Giffou a été observé sur une période de 52 ans de 1968 à 2019 à la station hydrologique de Saint-Just-sur-Viaur, au pont de la RD 63, au lieu-dit la Fabrèguerie, huit kilomètres en amont de sa confluence avec le Céor, et que quelques petits affluents ne l'ont pas encore rejoint, le plus important ne mesurant que 3,25 km.
À cet endroit, le bassin versant présente une superficie de 175 km2, soit la presque totalité de l'ensemble de son bassin versant, ayant déjà reçu l'apport de ses principaux affluents.

Le module y est de 2,22 m3/s.
Le Giffou présente des fluctuations saisonnières de débit, avec une période de hautes eaux caractérisée par un débit mensuel moyen évoluant dans une fourchette de 2,68 à 4,70 m3/s, de décembre à mai inclus (avec un maximum en février). La période des basses eaux a lieu de juillet à octobre, avec une baisse du débit moyen mensuel allant jusqu'à 0,433 m3/s au mois d'août. Cependant ces chiffres ne sont que des moyennes et les fluctuations de débit peuvent être plus importantes selon les années et sur des périodes plus courtes.

#### Étiage ou basses eaux
À l'étiage, le VCN3 peut chuter jusque 0,065 m3/s, soit 65 litres par seconde, en cas de période quinquennale sèche .

#### Crues
Quant aux crues, les QIX 2 et QIX 5 valent respectivement 33 et 51 m3/s. Le QIX 10 est de 63 m3/s, le QIX 20 de 75 m3, tandis que le QIX 50 se monte à 90 m3/s.
Le débit instantané maximal enregistré durant cette période a été de 97,2 m3/s le 14 décembre 1981. La valeur journalière maximale du débit a atteint 47,4 m3/s le 7 décembre 1996 correspondant à une hauteur de 3,73 mètres à la Fabrèguerie.

#### Lame d'eau et débit spécifique
Au total, le Giffou est un cours d'eau abondant. La lame d'eau écoulée dans son bassin versant est de 401 millimètres annuellement, ce qui est largement supérieur à la moyenne de la France entière tous bassins confondus (320 millimètres/an). Le débit spécifique de la rivière (ou Qsp) y atteint ainsi le chiffre de 12,7 litres par seconde et par kilomètre carré de bassin.

### Station virtuelle du Céor en aval de sa confluence avec le Giffou
Regroupant les données hydrologiques précédentes du Céor et du Giffou, une station hydrologique virtuelle située en aval de leur confluence pourrait présenter les caractéristiques ci-dessous.

Le module serait de 4,33 m3/s.
Dans cette simulation, la période de hautes eaux serait caractérisée par un débit mensuel moyen évoluant dans une fourchette de 5,21 à 8,91 m3/s, de décembre à mai inclus (avec un maximum en février). La période des basses eaux aurait toujours lieu de juillet à octobre, avec une baisse du débit moyen mensuel allant jusqu'à 0,950 m3/s au mois d'août.

#### Étiage ou basses eaux
À l'étiage, le VCN3 pourrait chuter jusque 0,165 m3/s, soit 165 litres par seconde, en cas de période quinquennale sèche.

#### Crues
Par rapport aux crues, les QIX 2 et QIX 5 vaudraient respectivement 63 et 98 m3/s. Le QIX 10 serait de 121 m3/s, le QIX 20 de 144 m3, tandis que le QIX 50 se monterait à 177 m3/s.
Aussi bien pour le Céor que pour le Giffou , la date du 14 décembre 1981 correspond à celle de leur débit instantané maximal ; le cumul des deux valeurs aboutit à 184 m3/s. La valeur journalière maximale du débit ayant été atteinte à deux dates différentes, le cumul des deux qui s'établit à 94,8 m3/s donne cependant un ordre d'idée du débit potentiel à l'aval de leur confluent.

#### Lame d'eau et débit spécifique
Au total, la lame d'eau écoulée dans la presque totalité de son bassin versant serait de 811 millimètres annuellement. Le débit spécifique de la rivière (ou Qsp) y atteindrait ainsi le chiffre de 12,8 litres par seconde et par kilomètre carré de bassin.

## Monuments ou sites remarquables à proximité
- Le rocher (ou les rochers) du Diable à Arvieu[20] ;
- à Centrès :
  - le château de Taurines des XIIIe et XIVe siècles[21] ;
  - le roc de Miramont, site d'un ancien oppidum celtique a été pourvu à 552 mètres d'altitude d'une table d'orientation[22] qui offre à la fois une vue sur les gorges du Céor mais également sur celles du Viaur.

## Photothèque

Le Céor à Cassagnes-Bégonhès
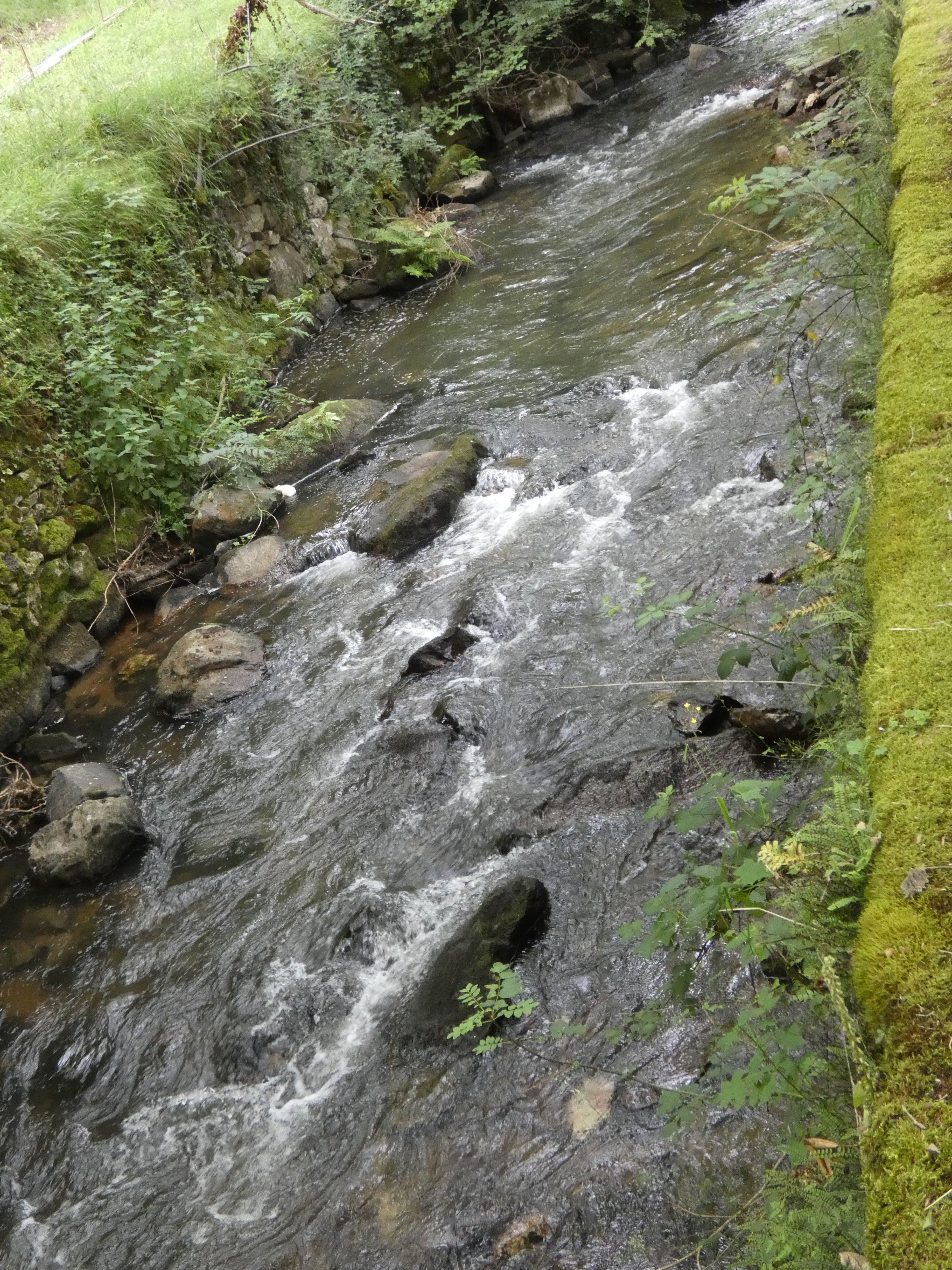

La retenue du Céor dans le bourg de Salmiech.
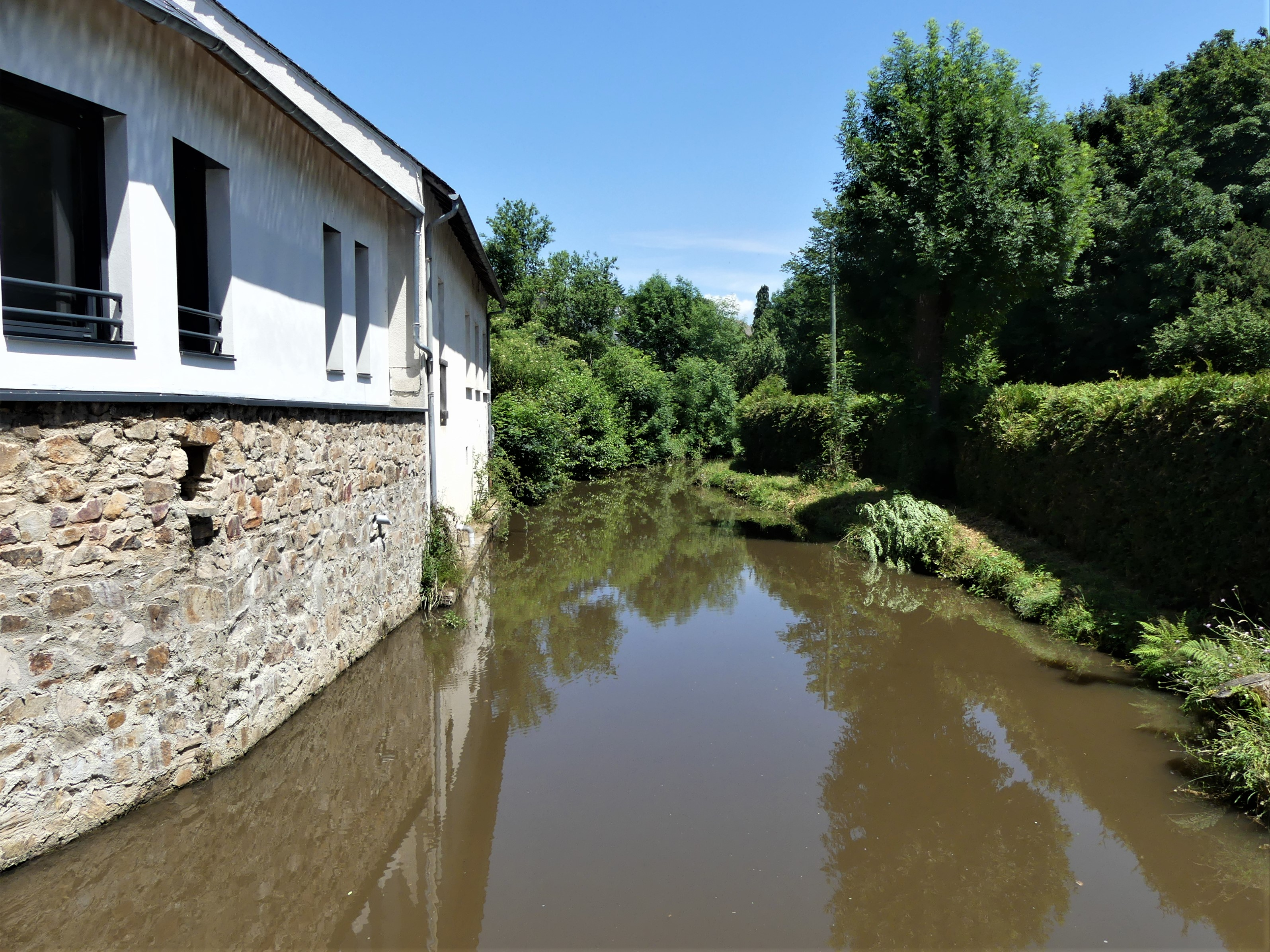
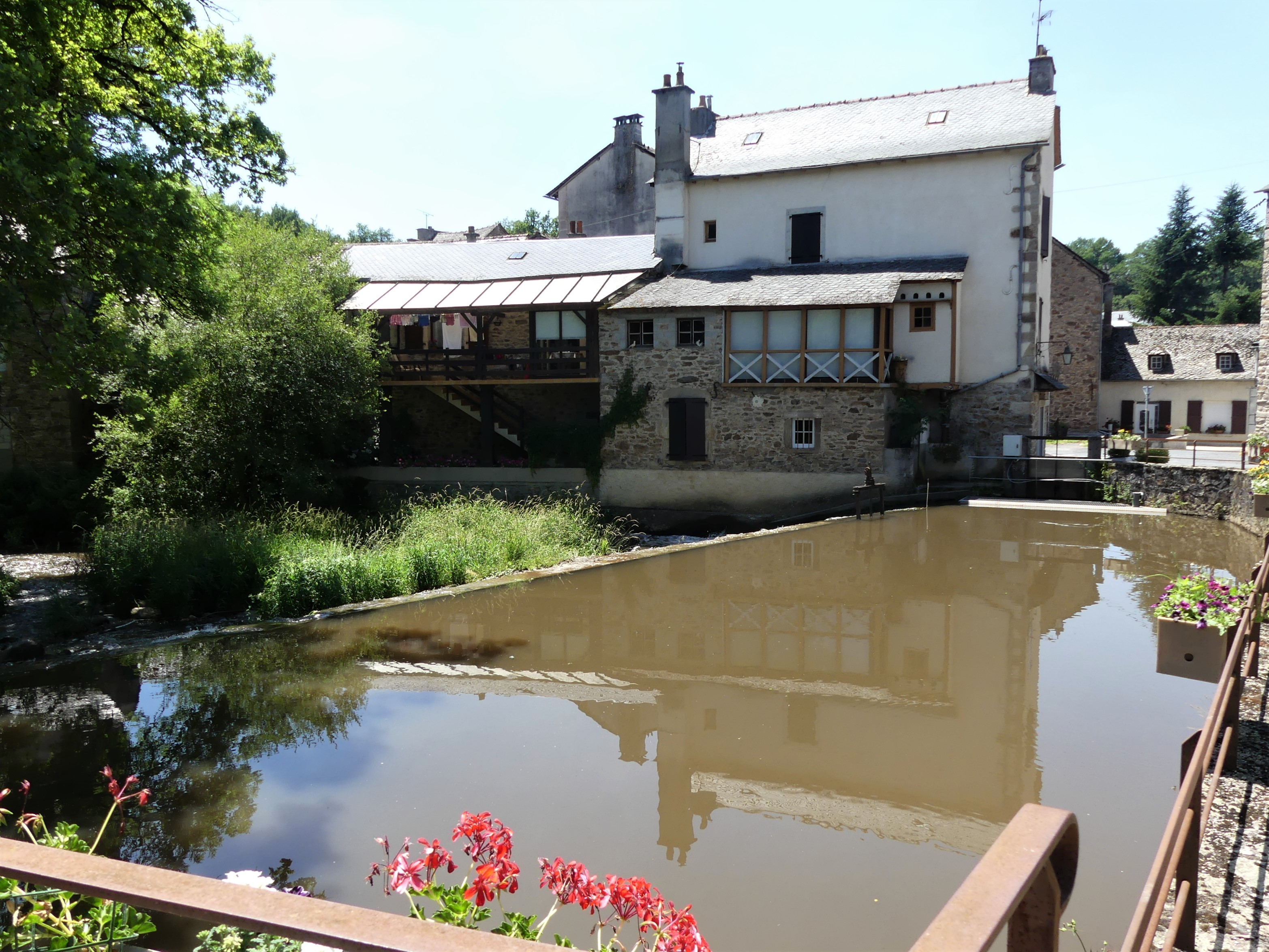
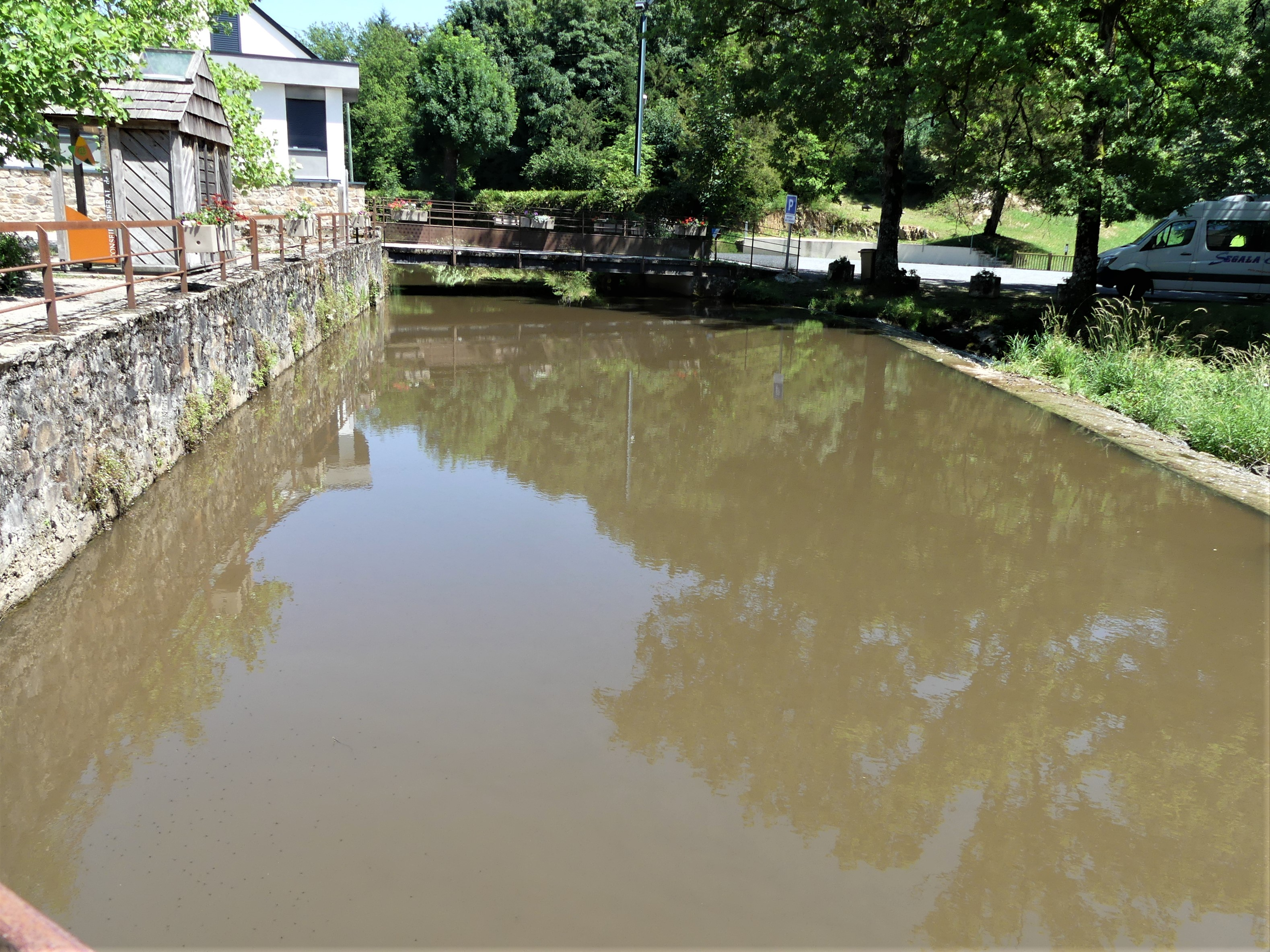
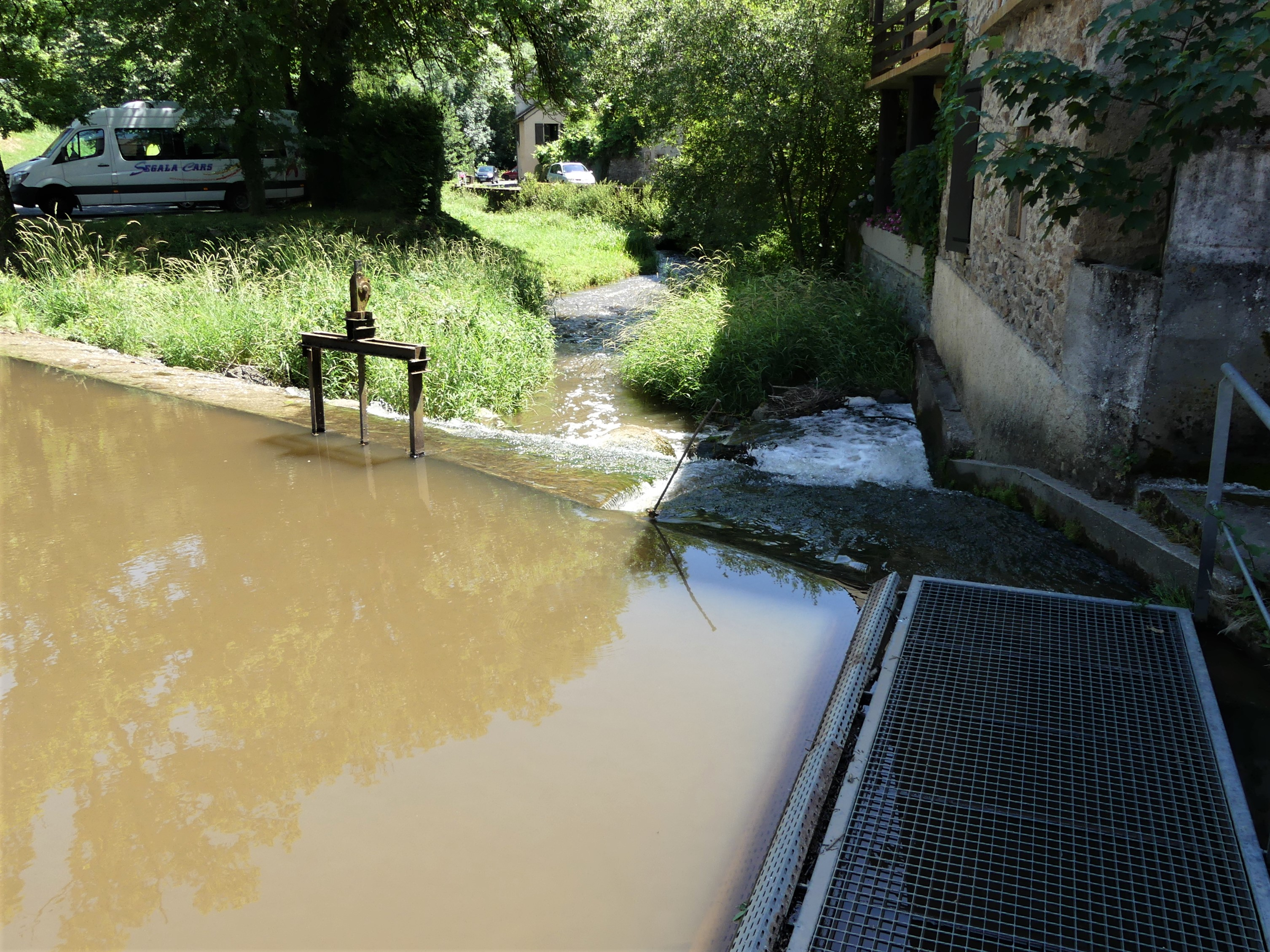